# Козебродские
Козебродские (пол. Kategoria:Koziebrodzcy herbu Jastrzębiec‎) — графский и дворянский род.
В прежней Добржинской Земле, Франциск на-Крашеве Козебродский владел в 1706 году имением Дыблин.
- Козебродский, Владислав (1839—1893) — польский граф, драматург.